# 존 갈
존 크리스토퍼 갈(영어: John Christopher Gall 존 크리스토퍼 골[*], 1978년 4월 2일 ~ )은 미국 태생의 전 프로야구 롯데 자이언츠에서 뛰었던 선수이다. 주포지션은 외야수이다.

## 선수 활동
세인트루이스 카디널스에 입단, 마이너 리그와 메이저 리그를 오가다 2006 시즌 도중 롯데 자이언츠의 교체 용병(당시 외야수였던 브라이언 마이로우를 대체)으로 뽑혀 잔여 시즌을 치렀지만 별다른 활약이 없어 시즌 후 퇴출당했다. 영입 당시 그의 성인 갈(Gall)이 롯데 자이언츠의 상징인 '갈매기'와 발음이 유사하다는 것만으로 좋은 징조로 보고 많은 기대를 낳았으나, 좋은 성적을 올리진 못했다.